# أثيس مونس
أثيس مونس، (بالفرنسية: Athis-Mons)، (نطق:atisˈmɔ̃s)، هي بلدية فرنسية في الضواحي الجنوبية لباريس. وهي تقع على بعد 16.5 كم (10.3 ميل) من وسط باريس.

## توأمة
لأثيس مونس اتفاقيات توأمة مع كل من:
- سينايا
- سورا، لاتسيو
- Ballina, County Mayo [الإنجليزية]‏
- روتنبورغ أب دير تاوبر

## أعلام
- إدوارد دوبلان